# Omer De Bruycker
Omer De Bruycker (Zelzate, Flandes Oriental, 10 de febrer de 1914 - Gant, 3 de juny de 1989) va ser un ciclista belga, que s'especialitzà en les curses de sis dies.

## Palmarès
- 1931
  - 1r dels Sis dies de Saint-Étienne (amb Albert Billiet)
- 1932
  - 1r al Premi Goullet-Fogler (amb Jean Aerts)
- 1937
  - 1r dels Sis dies de Nova York (amb Jean Aerts)
  - 1r dels Sis dies de Brussel·les (amb Jean Aerts)
- 1938
  - 1r dels Sis dies de Buffalo (amb Alfred Letourneur)
  - 1r dels Sis dies de Chicago (amb Alfred Letourneur)
- 1939
  - 1r dels Sis dies de Londres (amb Karel Kaers)
  - 1r dels Sis dies de Copenhaguen (amb Karel Kaers)
- 1940
  - 1r dels Sis dies de Brussel·les (amb Karel Kaers)
- 1946
  - 1r al Premi Raynaud-Dayen (amb Achiel Bruneel)
- 1947
  - 1r dels Sis dies d'Anvers (amb Achiel Bruneel)